# Amel Mekić
Amel Mekić (ur. 21 września 1981 w Sarajewie) – bośniacki judoka, mistrz Europy.
W 2003 zdobył brąz uniwersjady. Największym sukcesem zawodnika jest złoty medal mistrzostw Starego Kontynentu w 2011 roku w Stambule w kategorii do 100 kg. Trzykrotny uczestnik igrzysk olimpijskich (2004, 2008 i 2012).